# 龍居竹之介
龍居 竹之介（たつい たけのすけ、1931年7月29日 - ）は、日本の造園家。龍居庭園研究所所長。姓は「瀧居」の表記も使用している 。
建築資料研究社から雑誌『庭』や『庭 GARDEN VIEWS』シリーズ、『作法』シリーズ、『ガーデンライブラリー』シリーズなどを編集発行し、主に古庭園の修復整備とともに、庭園の啓蒙活動をおこなっている。

## 来歴
東京都に生まれる。新宿区の出身。父は龍居松之助。
早稲田高等学院から早稲田大学第一文学部史学科国史専修に進学し、1954年の卒業後は日刊スポーツ新聞社の文化部記者となる。1972年から1978年までは嘱託となり、映画と放送、演劇を主に担当した。
記者活動の傍ら、1956年から1年間東京農業大学第一高等学校で、社会科の非常勤講師を務めた。
1972年より龍居庭園研究所所長となる。
大学その他の教育機関での教員歴として、
- 早稲田大学エクステンションセンター（講師、1988年）
- 東京農業大学農学部造園学科（非常勤講師、1993年 - 1998年）
- 早稲田大学理工学部建築学科（非常勤講師、1994年 - 1999年）
- 高崎芸術短期大学美術学科茶の湯コース（非常勤講師：2001年 - 2003年、客員教授：2003年 -　）
- 創造学園大学創造芸術学部（客員教授、2004年 - ）

がある。
また、国際日本庭園協会（副会長、1996年）、日本庭園協会（会長、2004年）といった組織で会長や副会長を務め、2004年からは文化功労者推薦委員に任命された。日本庭園協会については後に名誉会長となっている。
2005年に環境大臣表彰を受けた。

## 主な作品
指導を含む。出典は龍居竹之介・進士五十八・大平暁（他）(2005)。
- 岡崎中央総合公園恩賜苑（愛知県岡崎市）
- 兼六園新時雨亭露地（石川県金沢市）
- 中央工学校南ヶ丘倶楽部茶苑（長野県軽井沢町）
- 掛川城二の丸茶室庭園（静岡県掛川市）
- 江戸東京たてもの園内高橋是清邸庭園（東京都小金井市）

以下は復旧整備に携わった古庭園
- 西本願寺滴翠園（京都府京都市）
- 根来寺庭園（和歌山県岩出市）
- 依水園（奈良県奈良市）
- 西福寺庭園（福井県）
- 盛美園（青森県弘前市）
- 永福寺跡・建長寺回春院・瑞泉寺（神奈川県鎌倉市）
- 貞観園（新潟県新潟市）

## 著書
- 『みんなのための憇いの庭』（龍居松之助との共著）新樹社、1958年
- 『小住宅の庭づくり』（龍居松之助との共著）鶴書房 、1960年
- 『新しい庭 』保育社<カラーブックス> 、1965年（再刊1980年）
- 『庭づくり365日』日刊スポーツ出版社、1975年
- 『野菜づくり365日 : ベランダでもできる家庭菜園』日刊スポーツ出版社、1975年
- 『園芸365日』日刊スポーツ出版社、1976年
- 『家庭の野菜づくり』立風書房、1976年
- 『日曜庭づくり 小庭園の実例とつくり方』永岡書店、1977年
- 『おりおりの庭園論 庭を通して日本の文化を考える』建築資料研究社、1991年
- 植松又次先生頌寿記念論文集刊行会（編）『天目山栖雲寺庭園小考』、1994年
- 植松又次先生頌寿記念論文集刊行会（編）『甲斐中世史と仏教美術』、1994年
- 『日本舞踊図鑑』（共著）国書刊行会、1999年
- 『門から玄関前の庭 前庭とアプローチを手づくりで楽しむ』主婦と生活社、2003年
- 『小堀遠州綺麗さびの極み』（共著）新潮社、2006年
- 『日本の庭』（分担執筆）世界文化社<ほたるの本>、2007年
- 『植栽の流れ』日本庭園タイムス社
- 『日本の庭―木戸雅光作庭集』（企画・編集：木戸雅光作庭事務所）マリア書房
- 『門から玄関前の庭』主婦と生活社
- 『露地の構成と考え方』茶道遠州流機関誌

## 賞歴
- 平成15年度日本造園学会上原敬二賞[2]、
- 2005年 ランドスケープコンサルタンツ協会功労者賞[1]